# Codreni (okręg Călărași)
Codreni – wieś w Rumunii, w okręgu Călărași, w gminie Gurbănești. W 2011 roku pozostawała niezamieszkana.